# Corydalis adunca
Corydalis adunca är en vallmoväxtart. Corydalis adunca ingår i släktet nunneörter, och familjen vallmoväxter.

## Underarter
Arten delas in i följande underarter:
- C. a. adunca
- C. a. scaphopetala